# Katrín Jakobsdóttir
Katrín Jakobsdóttir (Reiquiavique, 1 de fevereiro de 1976) é uma política islandesa do partido Esquerda Verde.
É deputada do Parlamento da Islândia — o Althingi, desde 2007. Foi Ministra da Educação, Ciência e Cultura no Governo Jóhanna Sigurðardóttir em 2009-2013. Liderou o partido Esquerda Verde entre 2013 e 2024. Foi primeira-ministra da Islândia entre 2017 e 2024, na sequência das Eleicões legislativas de 2017.

## Biografia
Criada em uma família de poetas, acadêmicos e políticos, Katrín nasceu em Reykjavík, capital da Islândia, em 1 de fevereiro de 1976. Formou-se pela Universidade da Islândia em 1999, com bacharelado em islandês e francês. Sua tese sobre o famoso escritor de literatura criminal, Arnaldur Indriðason, rendeu-lhe um mestrado em artes em 2004 na mesma universidade.
Ingressou na carreira política já aos 27 anos, tornando-se vice-presidente do Movimento Esquerda-Verde em 2003 e, depois, presidente, cargo que exerceu até ser eleita como primeira-ministra. Combinou casamento, a gestação de dois de seus três filhos e suas atividades políticas com trabalhos na área de educação, comunicações e jornalismo até 2007. Foi consultora de línguas na agência de notícias da TV estatal RÚV de 1999 a 2003. 